# Королева проклятых
«Короле́ва про́клятых» (англ. Queen of the Damned) — художественный фильм 2002 года, поставленный режиссёром Майклом Раймером по мотивам одноимённого романа Энн Райс — третьего из цикла «Вампирские хроники». Будучи самостоятельным сиквелом «Интервью с вампиром», фильм также сочетает в себе некоторые сюжетные элементы из предыдущего романа «Вампир Лестат» (англ. The Vampire Lestat). В фильме снялись певица Алия в роли Акаши и Стюарт Таунсенд в роли Лестата де Лионкура. Фильм выпущен через шесть месяцев после гибели Алии в авиакатастрофе и посвящён памяти певицы.

## Сюжет
Вампир Лестат пробуждается от своего полувекового сна от звуков рок-музыки, исходящих из дома на соседней улице (по совпадению, дом ранее принадлежал ему). Он узнаёт, что там играет любительская рок-группа и становится её солистом. Став более популярным, чем Элвис Пресли в своё время, Лестат объявляет о единственном концерте в Долине Смерти в Калифорнии. К Лестату приходит его создатель — Мариус, вампир, рождённый за 400 лет до н. э., и предупреждает, что другие вампиры не станут терпеть его публичную жизнь, ведь он нарушает один из главнейших запретов — смертные никогда не должны знать о существовании вампиров. Лестат отмахивается от советов Мариуса, вынуждая вампиров напасть на него во время концерта.
Джесси Ривс — исследовательница аномальных явлений, которая является членом тайной группы под названием Таламаска, следящей за вампирами уже более тысячи лет. Прослушав песню Лестата, Джесси приходит к выводу, что он действительно является вампиром. Она читает дневник Лестата, взятый у её начальника Дэвида Тальбота. Лестат пишет, что в XVIII веке был знатным французским дворянином, которого похищает вампир Мариус и делает вампиром. Однажды, играя на скрипке, Лестат обнаруживает тайный ход в подземелье под замком Мариуса. Там он видит статую мужчины и женщины и продолжает играть на скрипке. Внезапно статуя женщины протягивает ему руку. Лестат впивается в руку и начинает пить кровь у неё, впитывая частичную память женщины. Мариус прибывает и в ужасе обнаруживает бессознательного Лестата рядом со статуями. Позже Мариус объясняет, что в подземелье сидят живые статуи первых вампиров: Акаша — мать всех вампиров, и её муж Энкил. Давным-давно они правили древним Египтом, пока не потеряли желание пить кровь и не превратились в статуи. Затем Мариус забирает статуи и оставляет Лестата одного.
Джесси решает наведаться в Лондонский клуб вампиров, где Лестат спасает её от трёх других вампиров. Он догадывается, что она читала его дневник, и оставляет её в живых («Такие, как ты, не утоляют мою жажду»). Джесси летит за ним в Лос-Анджелес, где должен проходить концерт, и просит его сделать из неё вампиршу. Но её повергает в шок зрелище того, как Лестат выпивает кровь беззащитной женщины. Приблизительно в то же время музыка Лестата пробуждает статую Акаши, которая выпивает кровь Энкила, становясь самой могущественной вампиршей. Она ищет Лестата в Лондонском клубе и, не найдя его, сжигает здание.
Во время концерта на Лестата нападает толпа разгневанных вампиров. Внезапно все его противники воспламеняются, а из-под сцены появляется Акаша, которая улетает с Лестатом. Джесси в это время находится вблизи сцены, пока её не захватывает один из вампиров. Она просыпается в своей детской спальне, которая кажется ей ненастоящей. Её встречает тётя Маарет, которая появлялась в снах Джесси. Тётя оказывается одной из самых старших вампирш — она чуть ли не ровесница Акаши. Маарет с несколькими другими вампирами, включая Мариуса, веками оберегают семью Джесси.
В это время Акаша предлагает Лестату стать королём вампиров и вместе с ней править миром. После страстной ночи Лестат просыпается и обнаруживает, что вся округа завалена обескровленными трупами. Он понимает, что Акаша собирается совершить геноцид и убить многих людей, оставив горстку в роли пищи. Вместе они прибывают в дом Маарет, где другие вампиры решают уничтожить Акашу, так как та не желает жить скрытно. Акаша приказывает Лестату убить Джесси, и он высасывает почти всю её кровь (если вампир выпьет последнюю каплю, то сам умрёт). Затем Акаша позволяет Лестату выпить немного её крови, чтобы он набрался сил; но Лестат не останавливается и продолжает пить её кровь. Понимая, что он делает, другие вампиры бросаются на Акашу. Акаша успевает испепелить двух из них прежде, чем ослабевает. Лестат собирается прикончить королеву, но Маарет сама допивает последнюю каплю её крови. Акаша рассыпается в пыль, а Маарет становится живой статуей.
Дэвид сидит вечером в офисе. Вдруг рядом с ним появляются Лестат и Джесси, которую Лестат сделал вампиром. Джесси даёт Дэвиду дневник Лестата и прощается с ним. Лестат и Джесси уходят, держась за руки, а в офис Дэвида входит Мариус.

## В ролях
| Актёр           | Роль               |
| --------------- | ------------------ |
| Алия            | Акаша              |
| Стюарт Таунсенд | Лестат де Лионкур  |
| Венсан Перес    | Мариус             |
| Пол Макганн     | Дэвид Тальбот      |
| Маргерит Моро   | Джесс Ривс         |
| Рэйчел Таннер   | юная Джесс         |
| Лена Олин       | Маарет             |
| Кристиан Манон  | Маэл               |
| Клаудия Блэк    | Пандора            |
| Брюс Спенс      | Хайман             |
| Мэттью Ньютон   | Арман              |
| Джонатан Девой  | ударник рок-группы |

## Производство
Съёмки фильма проходили в конце 2000 года в Мельбурне.
Выход фильма несколько раз откладывался. Одна из отсрочек была вызвана гибелью исполнительницы главной роли Алии, поскольку кинематографисты не хотели выглядеть так, будто намерены нажиться на этой трагедии. 

## Награды и номинации
| Премия                 | Категория                   | Имя                          | Результат |
| ---------------------- | --------------------------- | ---------------------------- | --------- |
| MTV Movie Awards 2002  | Лучший кинозлодей           | Алия                         | Номинация |
| BET Awards 2002        | Лучшая женская роль         | Алия                         | Номинация |
| Black Reel Awards 2003 | Лучший постер к фильму      |                              | Номинация |
| Сатурн 2003            | Лучший фильм ужасов         |                              | Номинация |
| Golden Reel Award 2003 | Лучший музыкальный редактор | Уилл Каплан Джордан Корнголд | Номинация |